# Svatá Konkordie
Svatá Konkordie († 258, Řím) je křesťanská světice, mučednice. Pracovala jako kojná a chůva v rodině vojenského velitele a žalářníka, svatého Hippolyta († 255 nebo 258). Ten střežil celu se svatým Vavřincem, pod jehož vlivem se obrátil ke křesťanství. Po Vavřincově umučení jej Hippolyt pohřbil s křesťanskými obřady. Následně byl sám zatčen a umučen. Když byl později v jeho domě zabavován majetek a zjistilo se, že celá rodina je křesťanského vyznání, byli členové rodiny zatknuti a stará chůva Konkordie ubita olověnými pruty. Pohřbili ji svatí Abundius a Irenej.
Konkordie je považována za patronku kojících žen, chův, vychovatelů a Českých Budějovic. Svátek slaví 13. srpna.
V roce 1778 se ostatky dostaly do kostela Panny Marie Sněžné na Svatém Kameni, kde spočinuly v ozdobné skleněné rakvi. V roce 1951, po zrušení kostela, byly uloženy v bývalé hřbitovní kapli Smrtelných úzkostí Páně v Českých Budějovicích. Tam vzbudily z pohledu tehdejších orgánů nežádoucí pozornost, v důsledku čehož došlo k přesunu do katedrály svatého Mikuláše, kde byl pro tyto účely téhož roku zřízen nový provizorní oltář umístěný na stěně při pravém vchodu. V roce 1969 se uskutečnil přesun do kostela Nanebevzetí Panny Marie v Bavorově. Uloženy jsou v boční kapli svatého Anděla Strážce v proskleni rakvi, o převoz se zasadil P. Hobizal.